# Història d'un volant
Història d'un volant (títol original en basc: Bolante baten historia) és una pel·lícula documental de 2021, dirigida per Iñaki Alforja i Iban Toledo, sobre la recerca de José Miguel Etxeberria Álvarez («Naparra»), víctima de desaparició forçada per raons polítiques l'any 1980. S'ha publicat una versió en català a TV3, que va doblar els diàlegs en basc i subtitular les intervencions en castellà i francès.

## Argument
El juny de 1980, a prop de Baiona, es va consumar la desaparició forçada de l'activista polític José Miguel Etxeberria Álvarez («Naparra»), militant en aquell moment dels Comandos Autònoms Anticapitalistes. La seva desaparició no només va tenir efectes personals sinó que el llast de la seva enigmàtica absència va generar forta cicatriu emocional en el seu entorn social i familiar. Després de 40 anys, el seu germà petit, Eneko, pren el relleu en la cerca per tancar les ferides obertes des de fa tant de temps enmig d'una cruïlla de comunicats creuats, reivindicacions múltiples i una desídia generalitzada de les autoritats competents en matèria judicial.

## Repartiment
Els principals participants en el documental són:
- Eneko Etxeberria (germà petit)
- Celes Alvarez Martinez (mare)
- Oier Etxeberria (nebot)
- Amaia Irigoien (cunyada)

## Estrena
La pel·lícula es va estrenar el 18 de setembre de 2021 al Festival Internacional de Cinema de Sant Sebastià i es va projectar fins al 20 de setembre amb l'objectiu de competir a la secció Zinemira i aspirar al premi Irizar al cinema basc. Posteriorment, es va projectar el 16 de novembre de 2021 al Festival Internacional de Cinema Documental i Curtmetratge de Bilbao (ZINEBI). Tres dies després, el 19 de novembre, es va estrenar en cinemes per a tots els públics. A la televisió pública catalana es va estrenar a les 23.15 hores de l'11 d'octubre de 2022, al programa Sense ficció de TV3, després del documental Jutges al poder.